# Žižkův dub (Hrutov)
Žižkův dub u Hrutova byl pravděpodobně poslední Žižkův dub v jižních Čechách. Podle pověsti se pod ním Jan Žižka scházel se svými přáteli a chystali tu plány proti vrchnosti. Zda opravdu tento památný strom Žižku zažil, není známo, názory odborníků na stáří stromu se různí.[zdroj?]

## Základní údaje
- název: Žižkův dub u Hrutova / Velechvína / Hůrek / Lišova
- stav: vyvrácený/spadlý (2022)
- výška: 30 m (1994)[2][1], 32 m (1995)[2]
- obvod: 598 cm (1994)[2], 600 cm (1995)[2][1]
- věk: 600 let[3]
- zdravotní stav: 4 (1994, 1995)[2]
- souřadnice: 49°3'19.883"N, 14°37'10.189"E

Dub bývá v názvech situován k různým obcím/osadám: Hrutovou, Lišovu, Hůrkám, Velechvínu, Slověnicím nebo Smržovu. Nejblíže je Hrutovu, katastrálním územím spadá k Hůrkám, ale obě tyto osady spadají pod obec Lišov. Žižkův dub rostl v lesním porostu u odbočky zelené turistické trasy.

## Vyvrácení/spadnutí stromu
Již suchý Žižkův dub se vyvrátil celý i s kořeny 29. 6. 2022 vlivem silného větru a podmáčení půdy. Tím zanikly všechny Žižkovy duby v Jihočeském kraji, které mohly tohoto zemana pamatovat.

## Stav stromu a údržba
Dub byl (částečně vlivem zastínění) velmi vysoký, koruna chudší a vysoká. Ač tak registr památných stromů neuváděl, nebyl už dub živý. Torzo obrůstal mech. Přesné datum zániku uváděno není, lze dohledat jen rozmezí: V roce 1995 byl ještě hodnocen zdravotním stavem 4 (tzn. horší, ale živý), zatímco při natáčení pořadu Paměť stromů roku 2002 byl už bez listí (a podle stejnojmenné knihy i bez života).
Roku 2011 byl v blízkosti Žižkova dubu vysazen nový strom vypěstovaný ze žaludu kanadského dubu z Dobré Vody.

## Historie a pověsti
Původně byl v těchto místech rybník a dub stál na jeho hrázi. Později byl rybník zrušen, zalesněn a po letech dub zmizel v porostu.
Na kmeni stromu byla tabulka s obrazem Žižky a text - údajně citace z Popravčí knihy rožmberské:
„Léta páně 1408 - 1409 scházel se pod tímto dubem Jan Žižka z Trocnova se svým bratrem Jaroslavem, několika zemany a prostými lapkami, veda drobnou záškodnickou válku proti panské jednotě, najmě panu Jindřichovi z Rožmberka a městu Budějovicům.“
Jenže - v Popravčí knize rožmberské tento zápis nalezen nebyl a v letech 1408 - 1409 už Žižka spor ukončil. Je ale třeba připomenout, že existuje více verzí této pověsti a je tak možné, že se na tabulku dostala jedna z těch méně věrohodných.

## Galerie

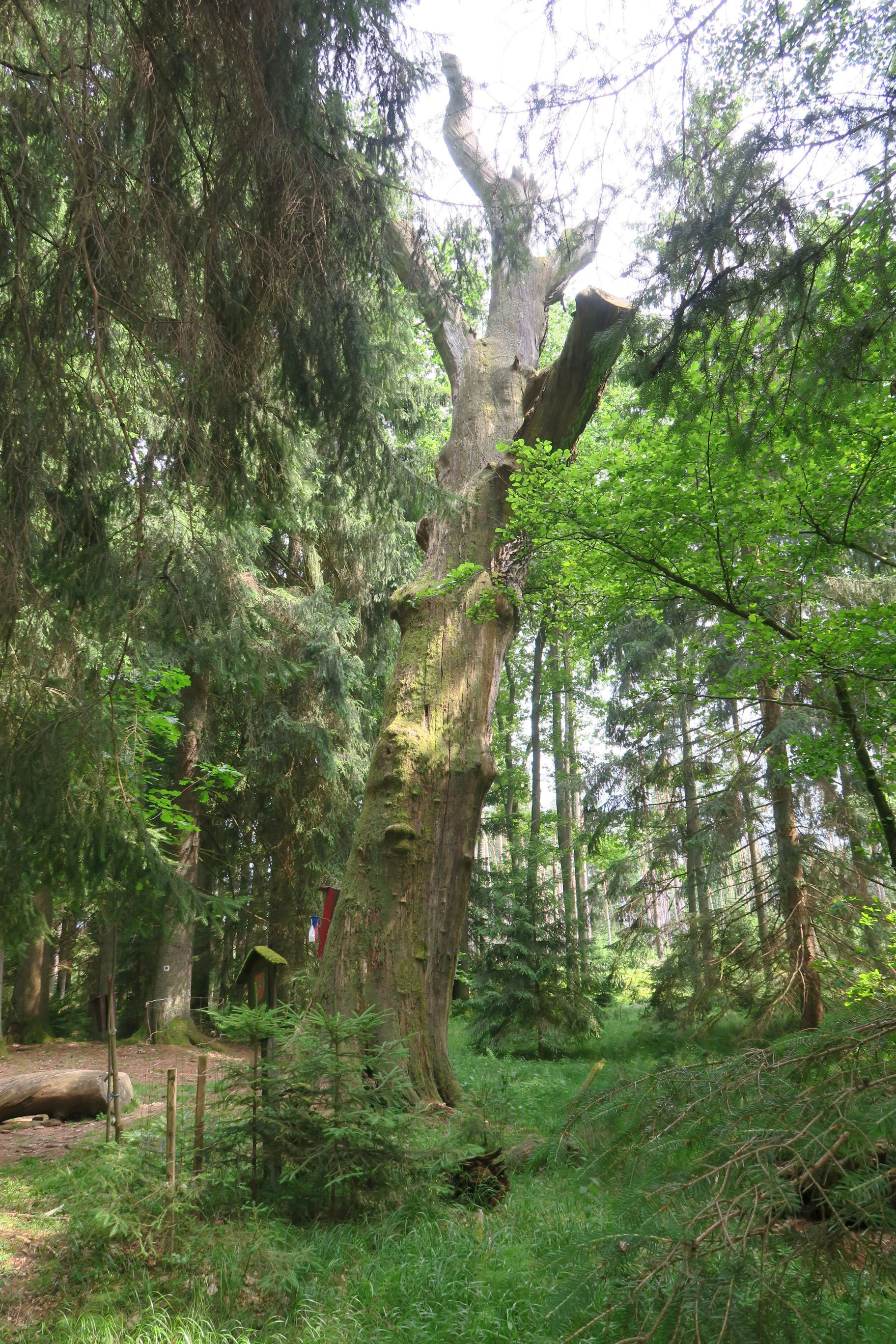
Žižkův dub u Hrutova
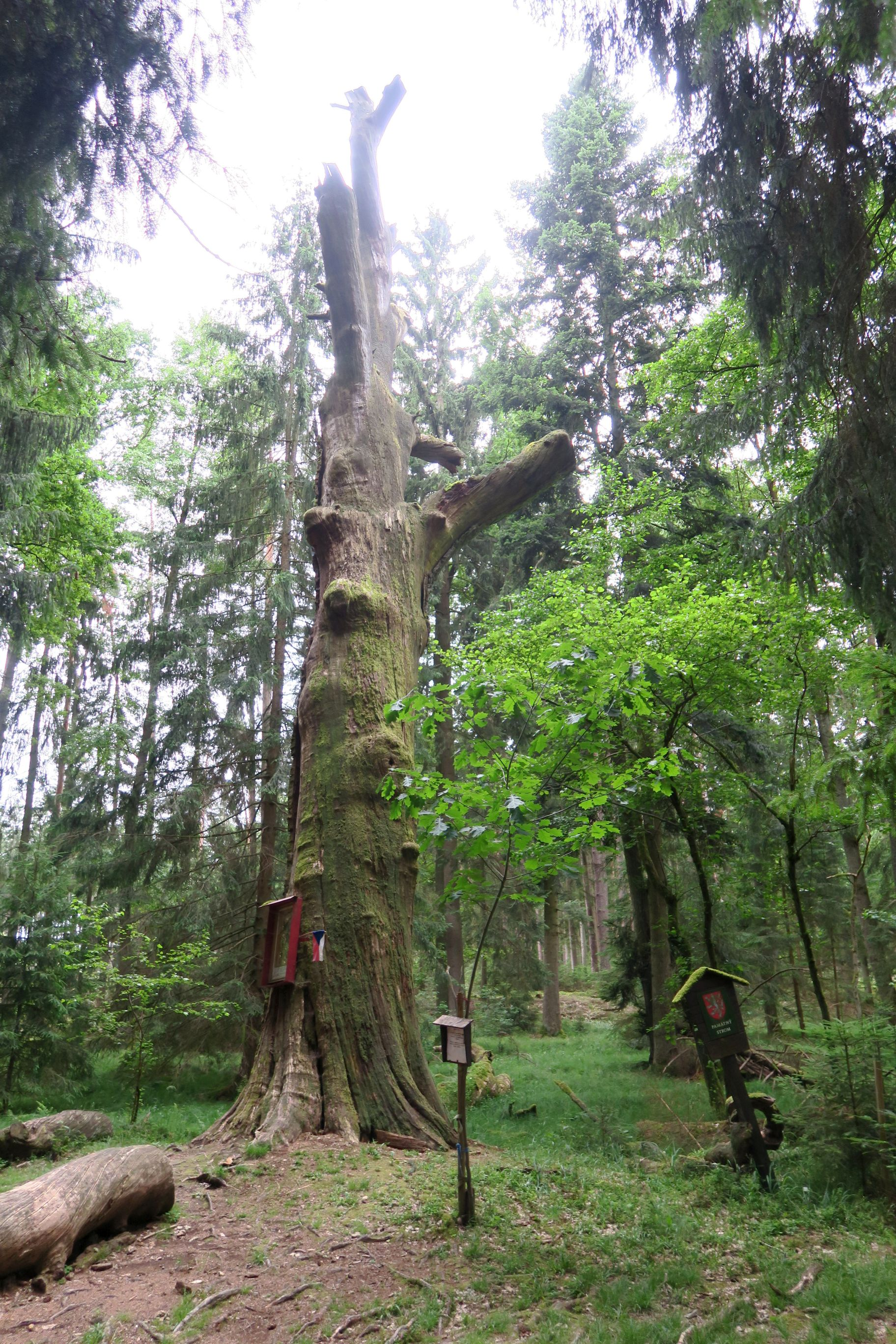
Žižkův dub od severu. V popředí nově vysazený doubek
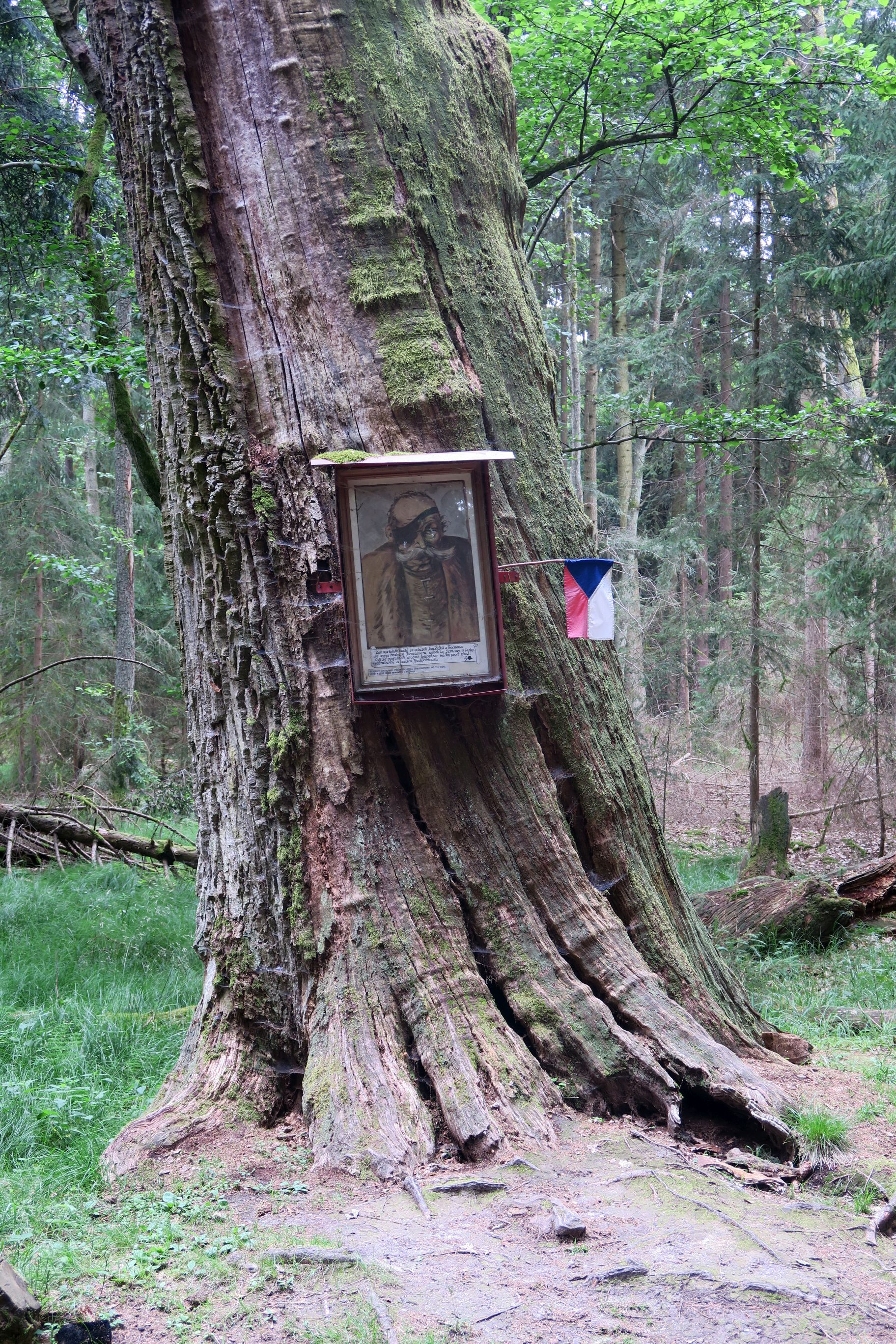
Dolní část Žižkova dubu
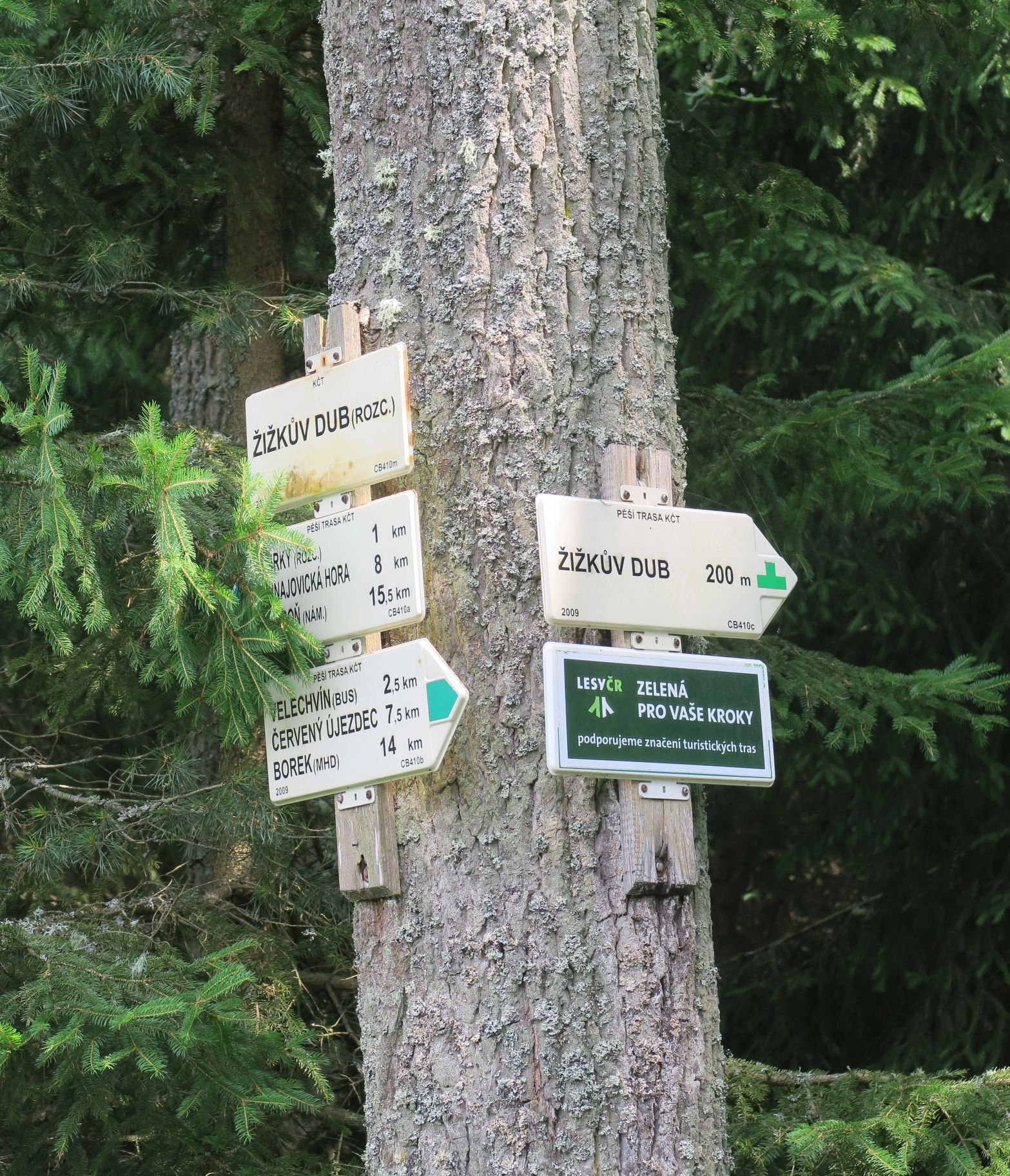
Odbočka zelené turistické trasy k Žižkovu dubu
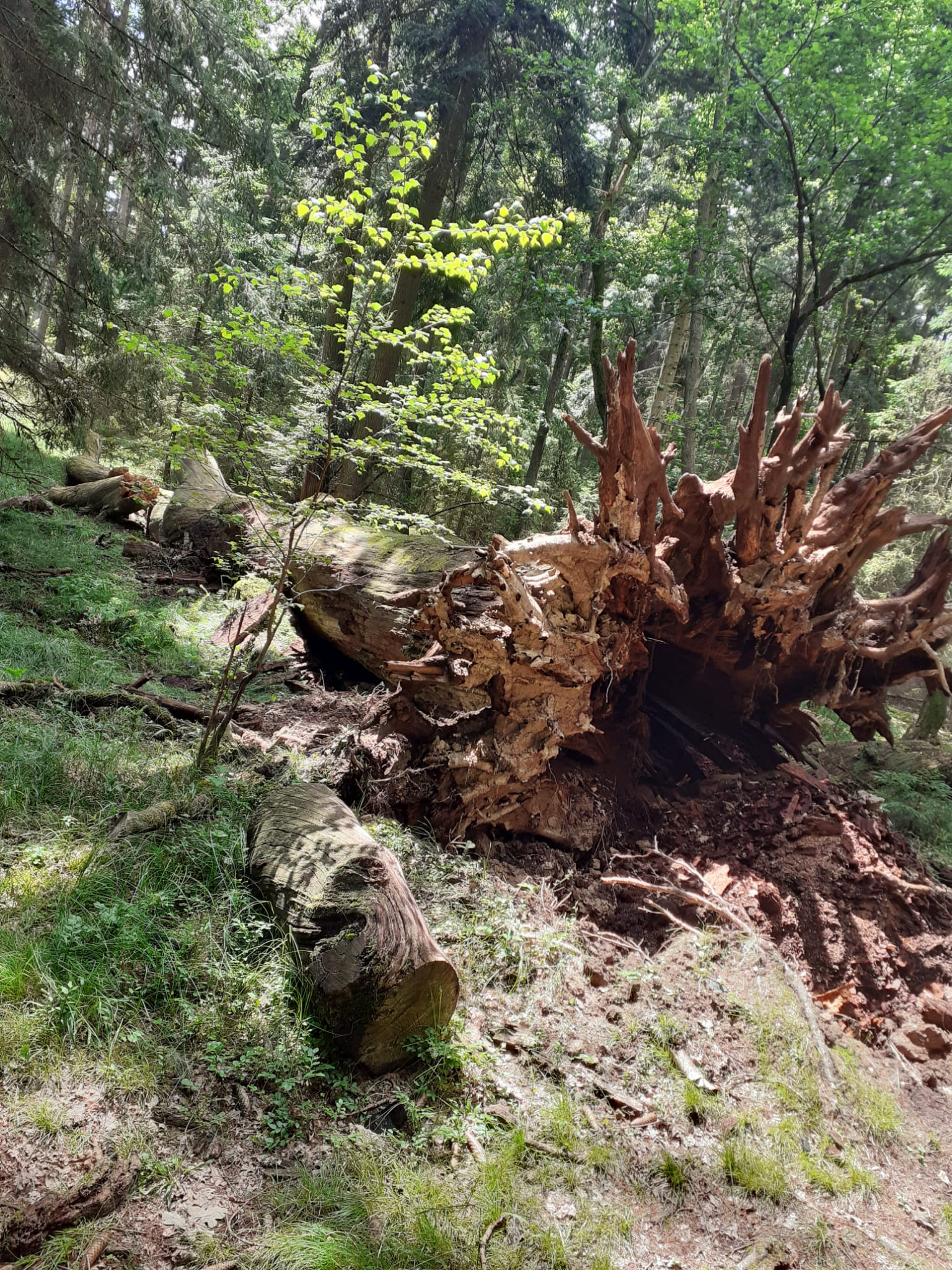
Spadlý Žižkův dub
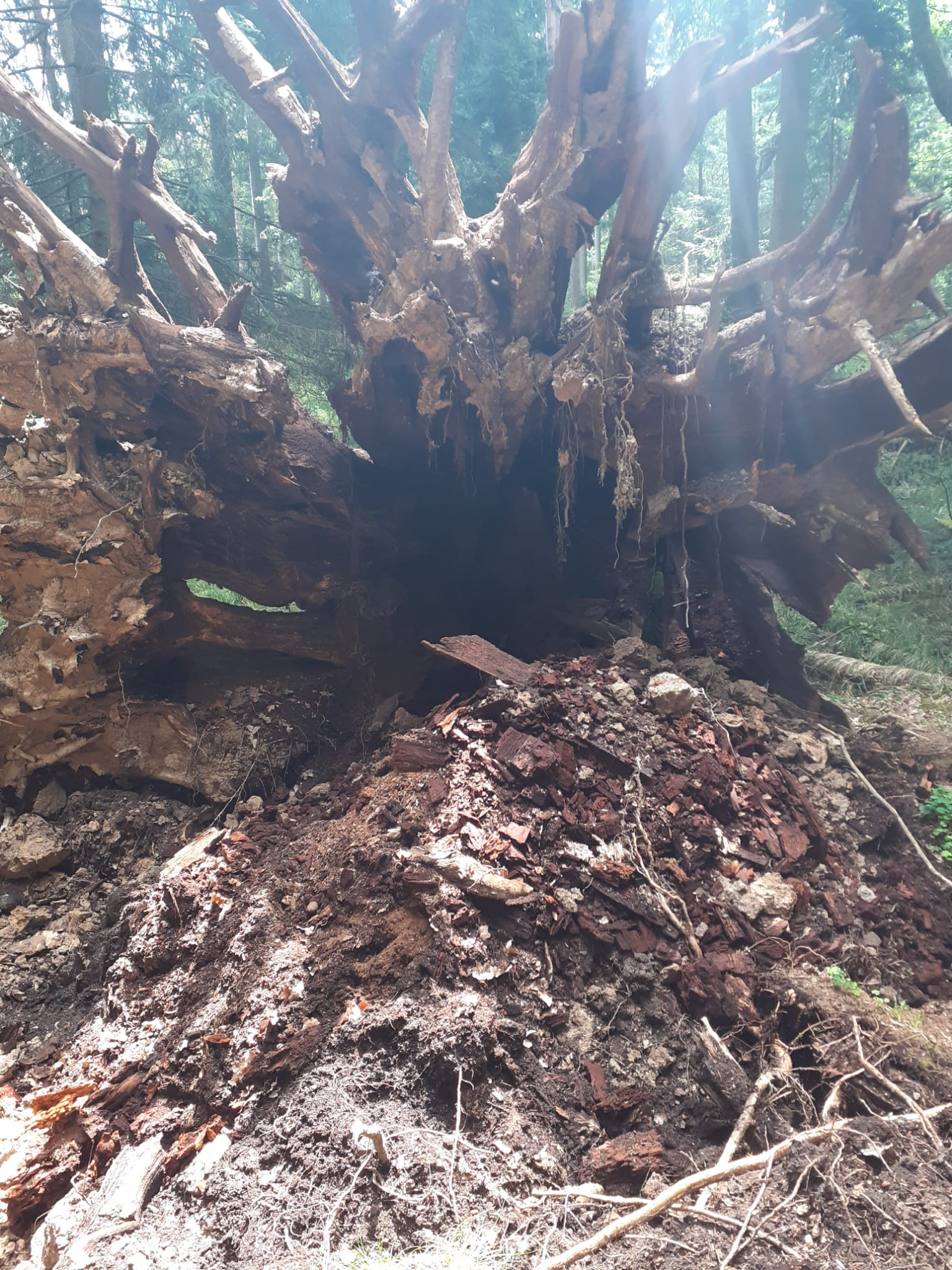
Spadlý Žižkův dub
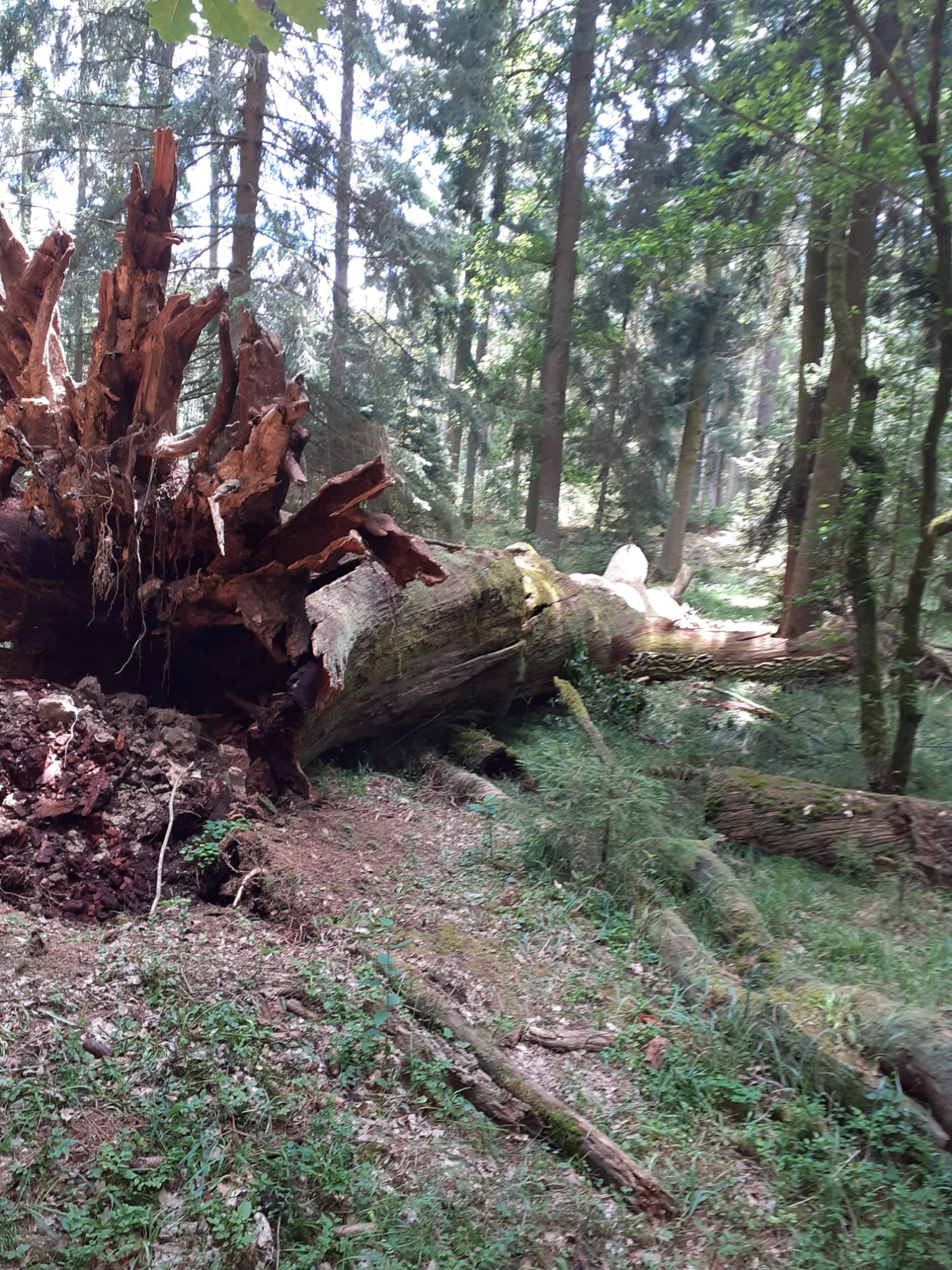
Spadlý Žižkův dub
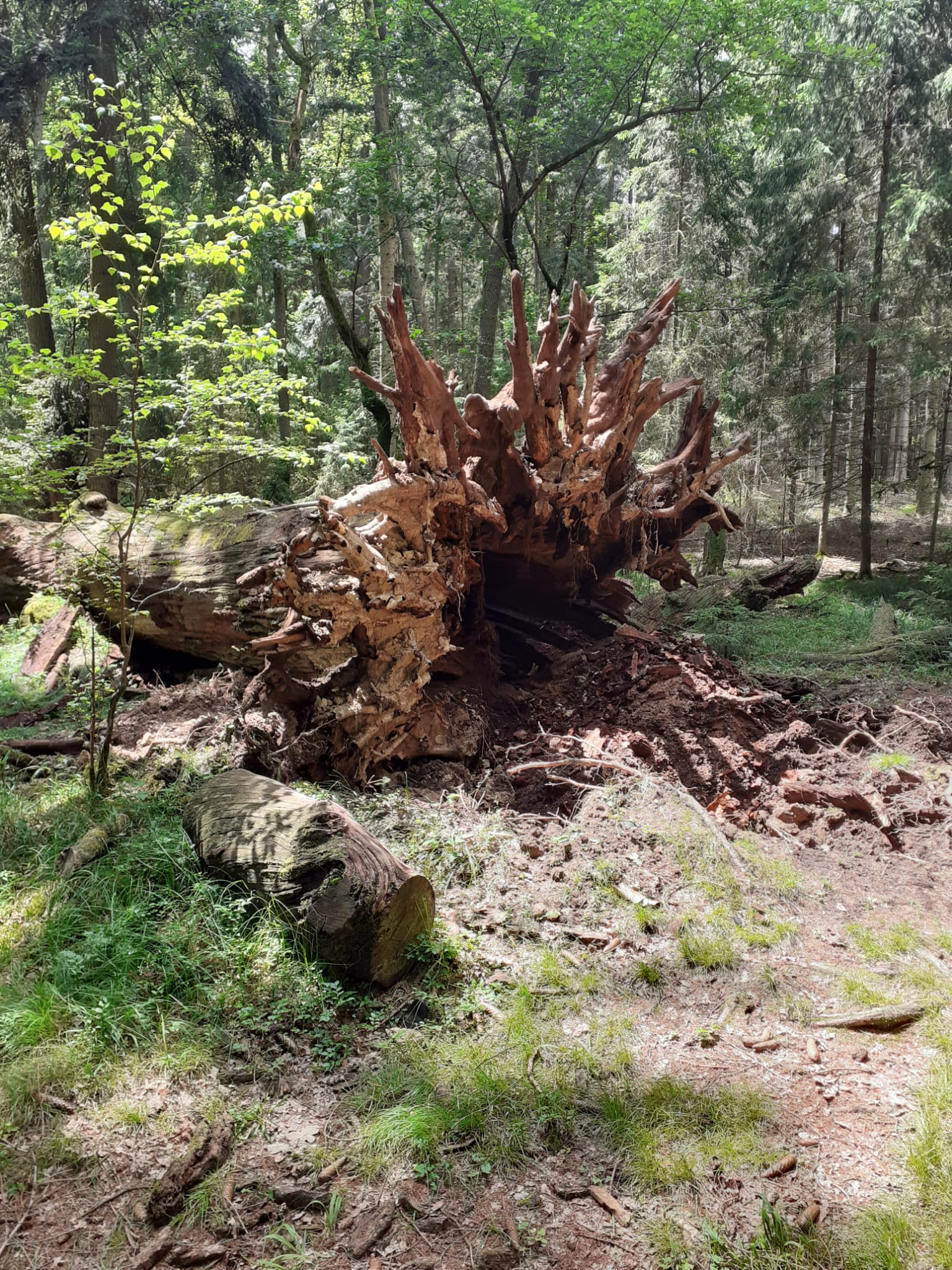
Spadlý Žižkův dub
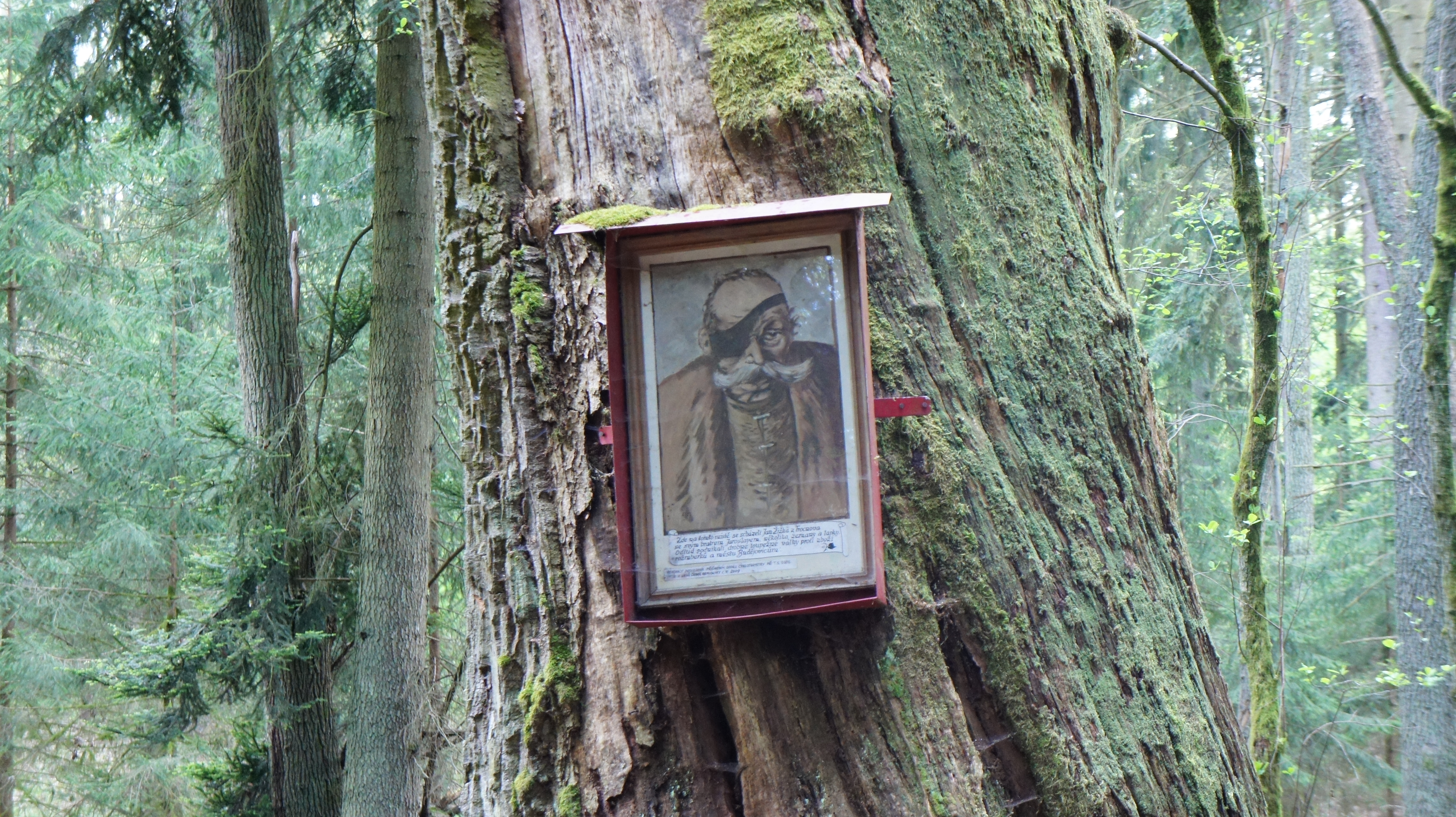
Portrét Jana Žižky
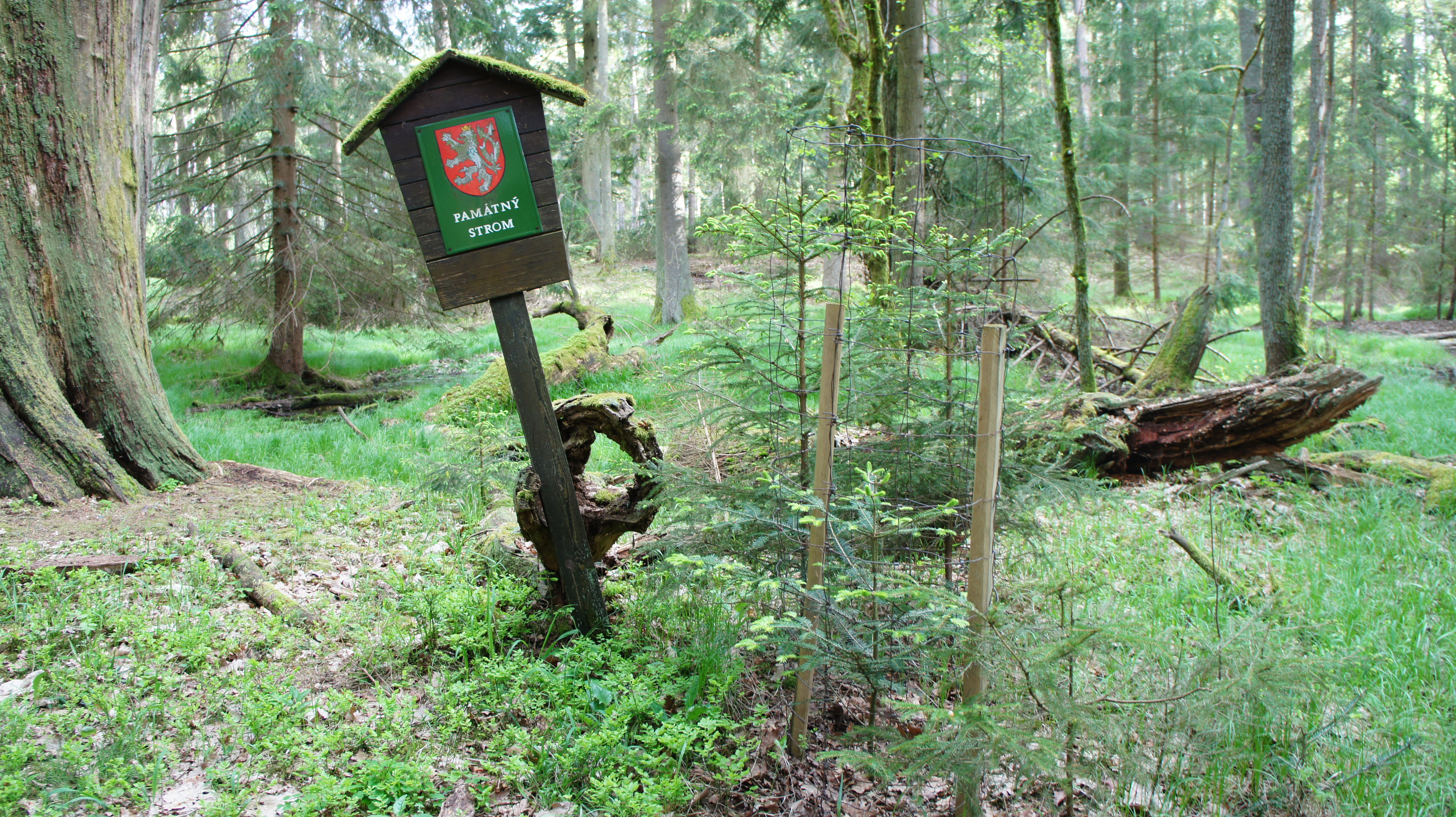
Označení památného stromu
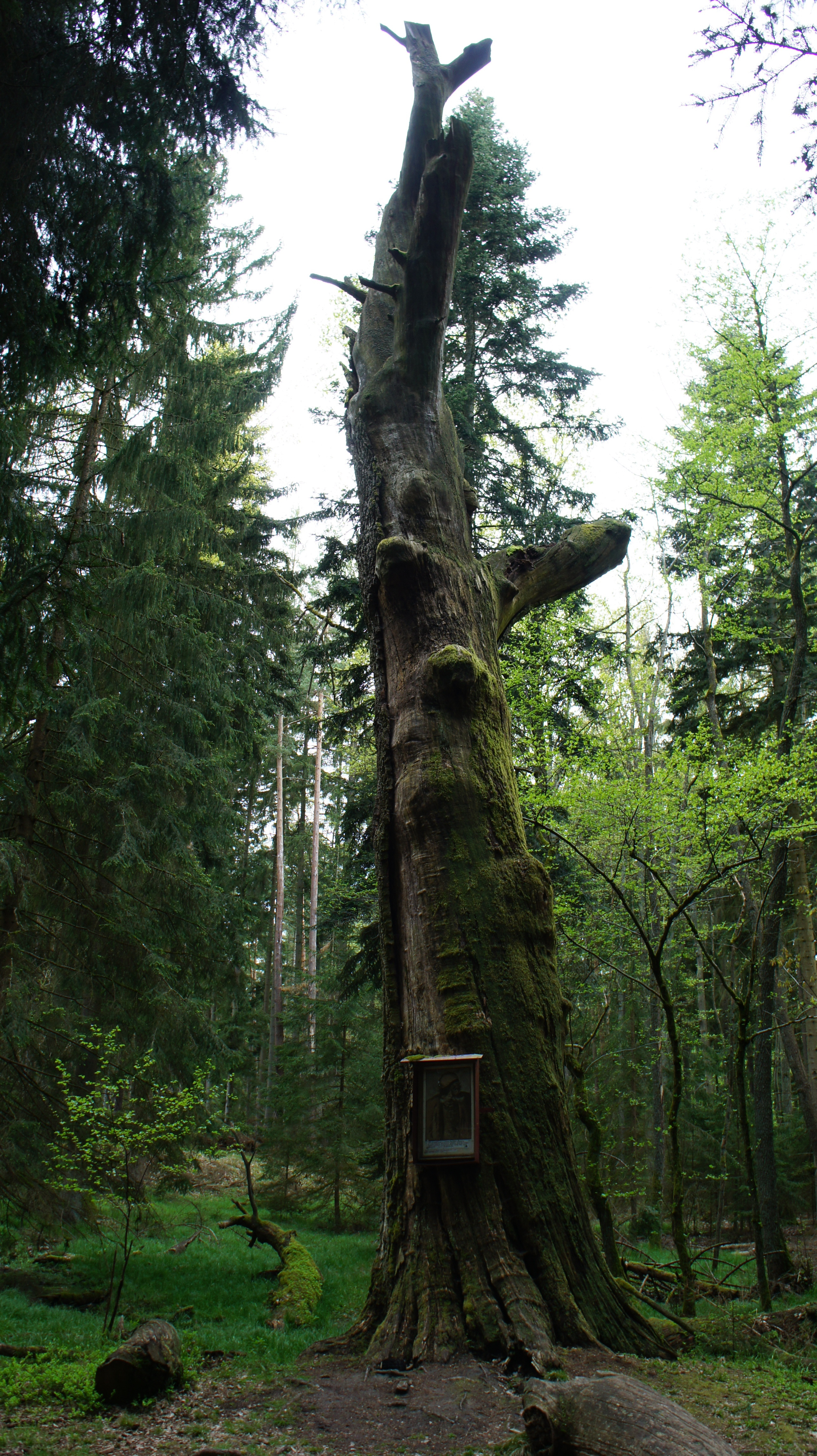
Žižkův dub zepředu vyfocený rok před spadnutím
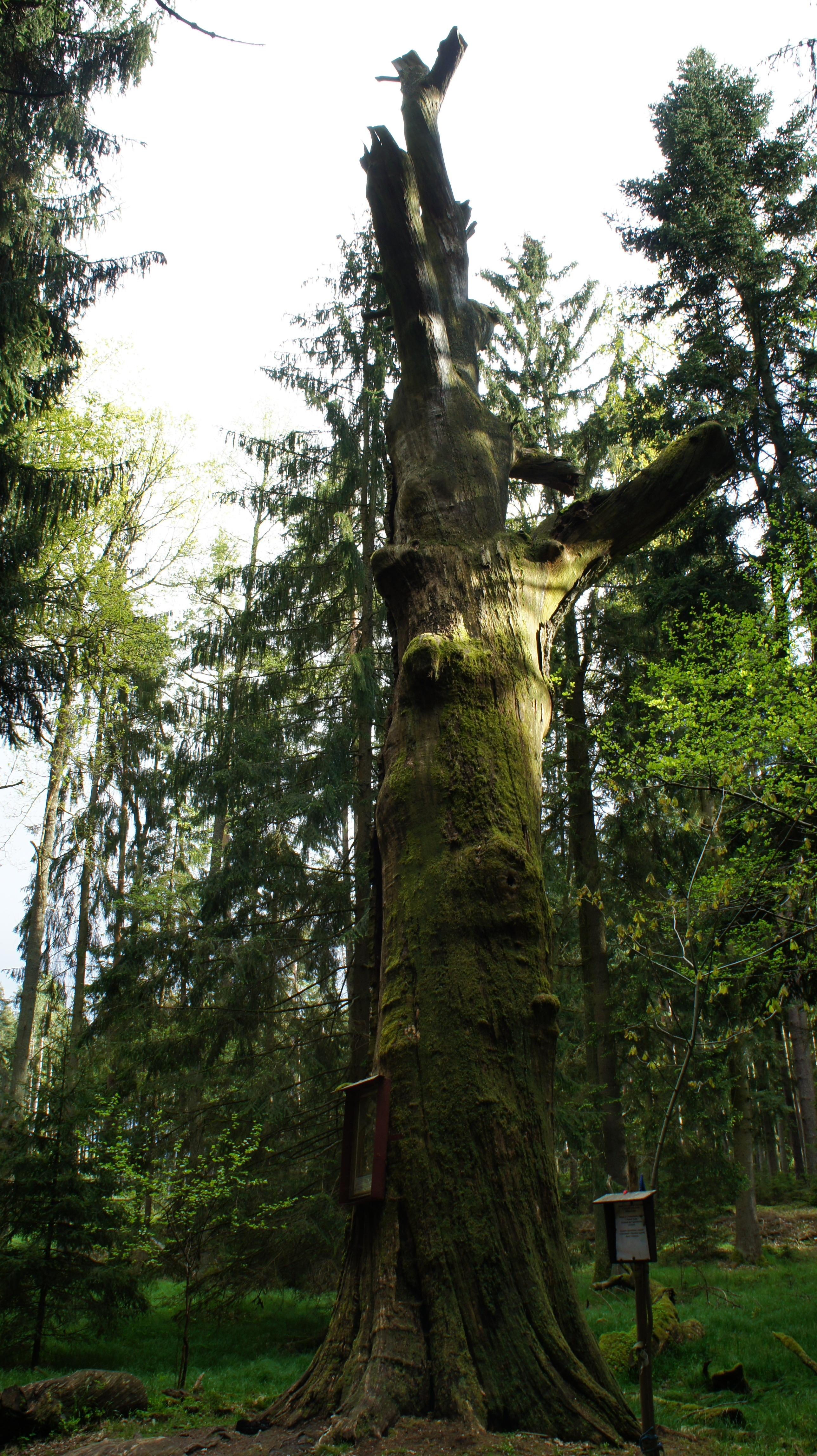
Žižkův dub ze strany vyfocený rok před spadnutím
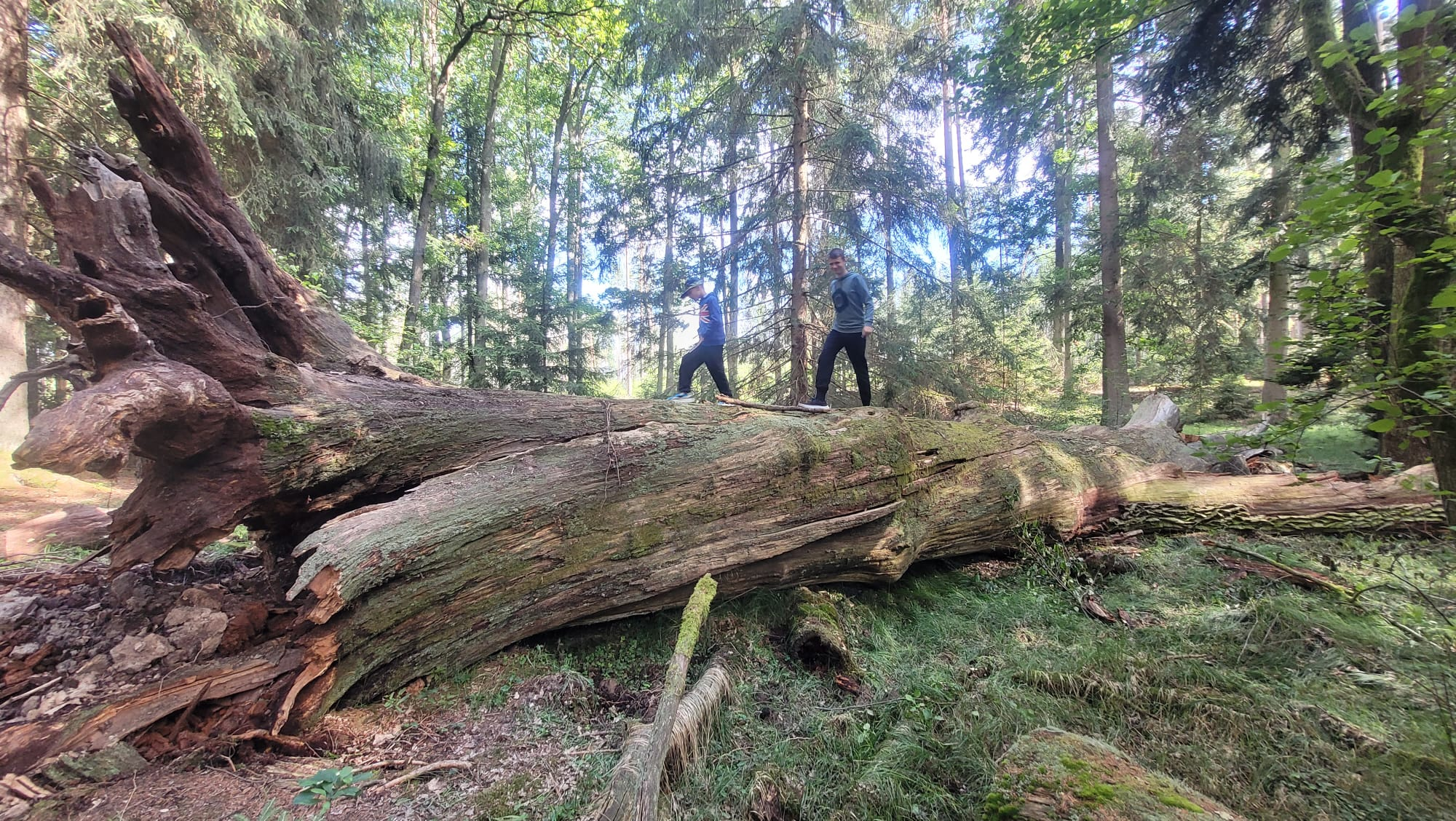
Porovnání velikosti dubu s lidmi
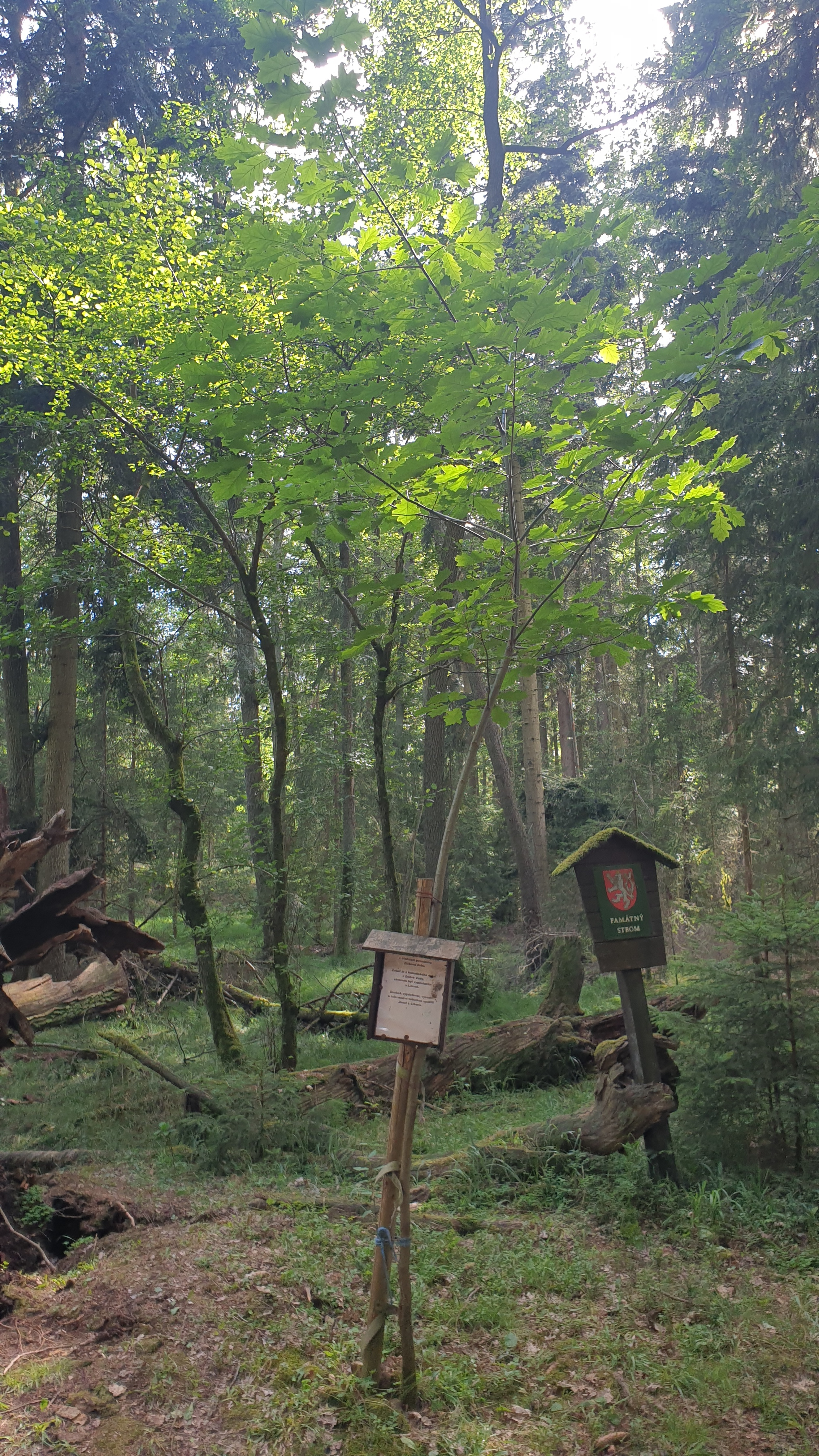
Nový dub zasazený roku 2011
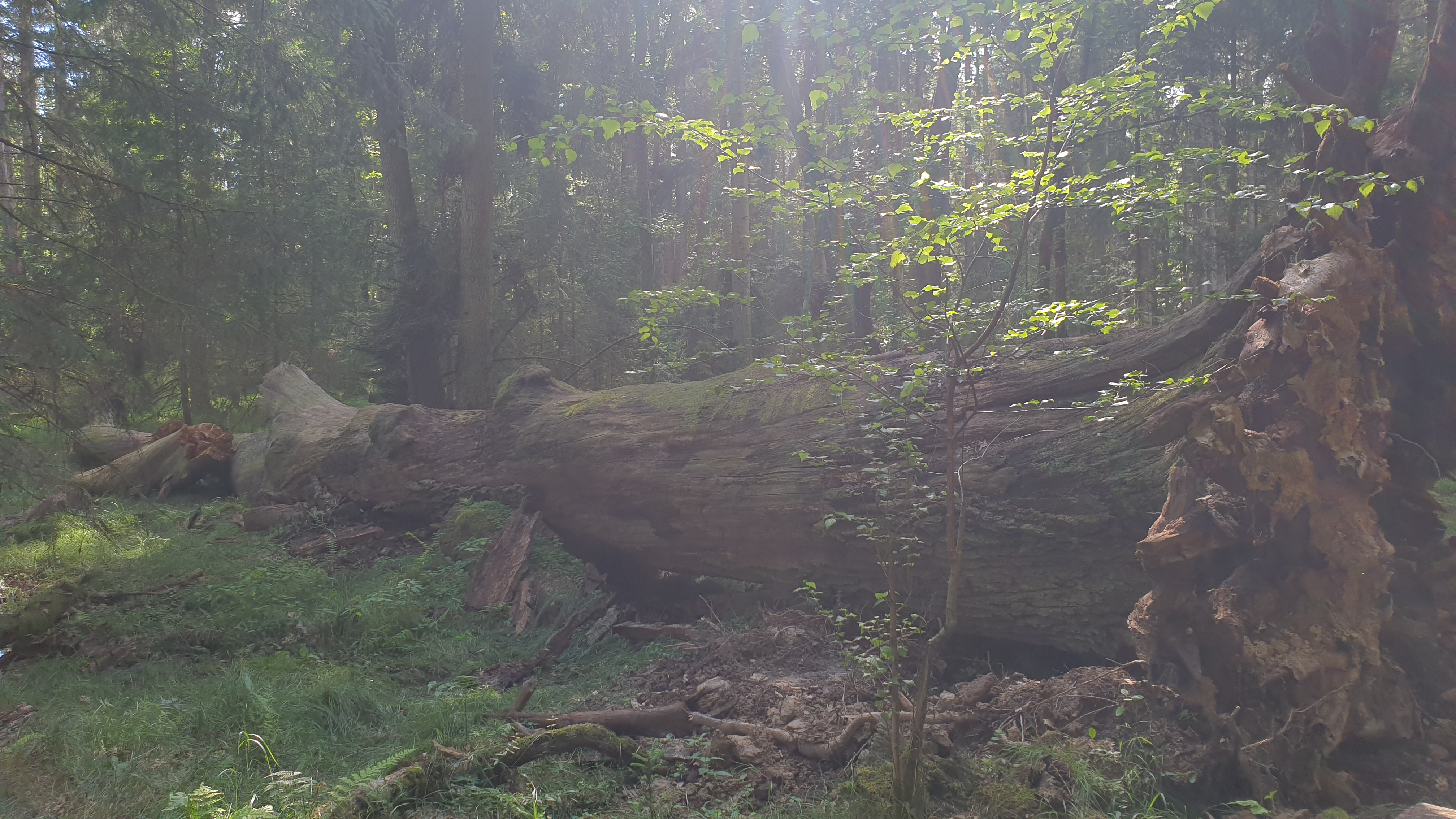
Spadlý Žižkův dub
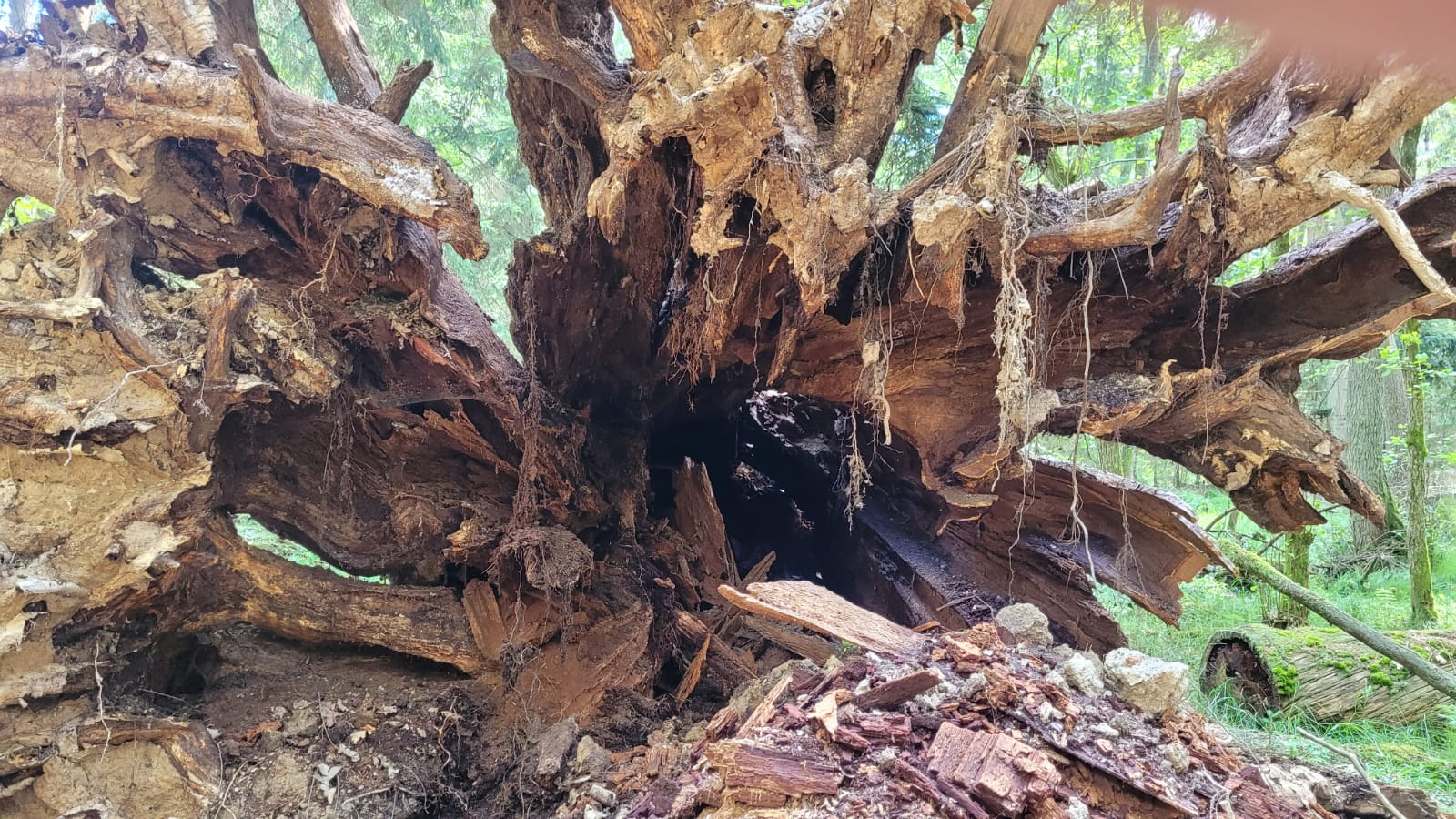
Kořeny Žižkova dubu

## Památné a významné stromy v okolí
- Lišovské lípy (4 km z Hrutova)
- Dub u Chotýčan (8,5 km z Hrutova)
- Dub u Velkého Tisého (9,5 km z Hrutova)